# Dactylispa jiva
Dactylispa jiva es una especie de insecto coleóptero de la familia Chrysomelidae.
Fue descrita científicamente en 1919 por Maulik.